# Søbjerg (Dreslette Sogn)
 For alternative betydninger, se Søbjerg. (Se også artikler, som begynder med Søbjerg)
Søbjerg på Fyn, var i 1925 og årene frem kendt som Idrætforening både lokalt og på landsbasis.
Grundlægger for både idrætsforening og maskinfabrik er fabrikant H.C.Andersen
Fodboldbane blev grundlagt i 1930 og der blev spillet mange fodboldkampe - andre sportsbegivenheder som gymnastik opvisning blev afholdt, - der kunne også spilles tennis og bowling.
Der var desuden maskinfabrik på stede og der blev produceret søbjergsprøjten også kendt som "dugperlen" den blev produceret i årene 1930 til 1971.
Søbjerg er i dag et fredet område - privatejet
Søbjerg har været i familiens eje i 5 generationer - fra 1925 frem til 202X